# Aeroportul Saint John
Aeroportul Saint John (IATA: YSJ, ICAO: CYSJ) este un aeroport din Noul Brunswick, Canada ce deservește zona Saint John⁠(d). Aeroportul a fost tranzitat în 2019 de 281.100 de pasageri. A fost numit după zona deservită.
Situat la o altitudine de 109 m, aeroportul dispune de o singură pistă.